# Fitz and The Tantrums

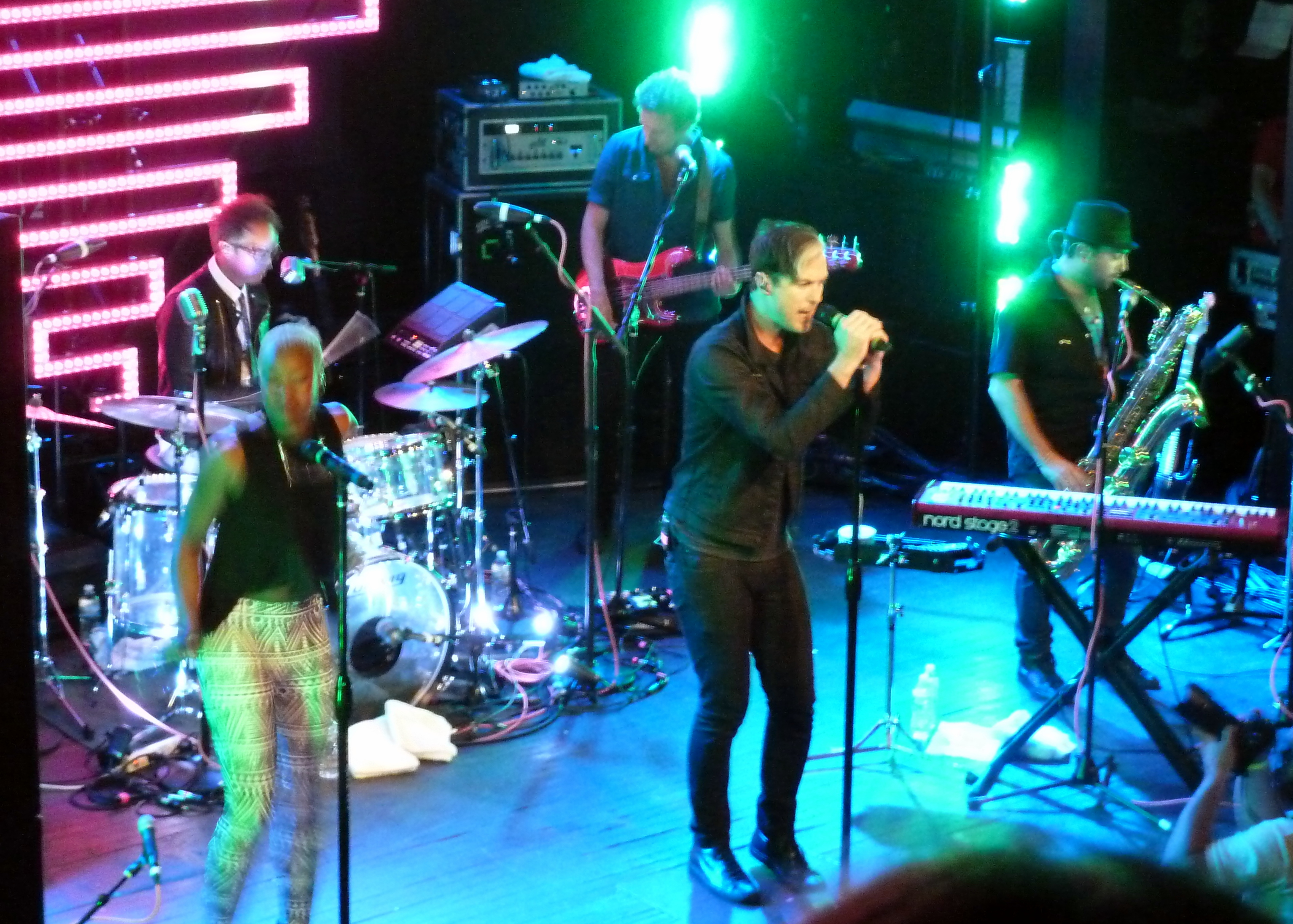
Fitz and The Tantrums - Viver em ano 2013

Fitz and the Tantrums é uma banda norte-americana de neo soul e indie rock, fundada em Los Angeles no ano de 2008.
O álbum de estreia, Pickin' Up the Pieces (2010), obteve boa critica e posições nas paradas. Logo após fecharem um acordo com a gravadora Elektra Records, a banda lançou seu segundo álbum intitulado, More Than Just a Dream (2013).

## Referencias
- http://www.billboard.com/artist/302181/fitz-tantrums/chart
- http://www.allmusic.com/artist/fitz-the-tantrums-mn0002425936